# 極限權利
極限權利（英語：Ultimate Force）是一部英国电视剧，讲述了特种空勤团虚构的红色部队的故事。2002年到2008年间，本剧在獨立電視台播出了4季，共21集。
本剧的联合创编人克里斯·瑞安曾于1991年海湾战争期间是著名的“Bravo Two Zero”成员，他也在第一季剧中演了蓝色部队长官约翰尼·贝尔。